# Koningin Juliana (Schiff)
Die Koningin Juliana war eine Doppelendfähre der niederländischen Reederei Provinciale Stoombootdiensten in Zeeland, die das Schiff im Fährverkehr auf der Schelde einsetzte.

## Geschichte
Das Schiff wurde auf der Werft De Schelde in Vlissingen gebaut, die es auch entworfen hatte. Die Kiellegung fand am 11. August 1947, der Stapellauf am 4. März 1949 statt. Die Übergabe an die Reederei erfolgte am 5. Mai 1949. Es war damit der erste Neubau der Reederei nach dem Ende des Zweiten Weltkrieges. Benannt war das Schiff nach der niederländischen Königin Juliana.
Die Fähre wurde zwischen Vlissingen und Breskens eingesetzt. Nach der Indienststellung der Prinses Irene als zweite Fähre der Prinzessinnen-Klasse wurde die Koningin Juliana zwischen Kruiningen und Perkpolder eingesetzt und diente daneben auch als Ersatzschiff für die Strecke zwischen Vlissingen und Breskens.
1964 wurde die Fähre, wie vorher schon ihr Schwesterschiff Prins Bernhard, umgebaut und um rund 13 Meter verlängert. Die beiden Steuerhäuser blieben erhalten und wurden auf die neuen Decksaufbauten wieder aufgesetzt. Anschließend wurde die Fähre wieder zwischen Kruiningen und Perkpolder und bei Bedarf zwischen Vlissingen und Breskens eingesetzt.
Zwischen Februar und Mai 1985 wurde die Koningin Juliana zusammen mit der Prins Bernhard nochmal zwischen Vlissingen und Breskens eingesetzt. In dieser Zeit wurde die Infrastruktur in den Häfen für neue Fähren mit zwei Autodecks angepasst. Während der Umbauten konnten die zuvor auf der Strecke eingesetzten Fähren nicht genutzt werden. Die im Vergleich zu den normalerweise auf der Strecke eingesetzten Fähren geringere Kapazität der beiden Fähren führte zu erheblichen Verzögerungen.

## Technische Daten und Ausstattung
Das Schiff wurde durch einen Zweitakt-Neunzylinder-Dieselmotor der Herstellers Sulzer (Typ: 9 TS 48) angetrieben. Der Motor, der von De Schelde gebaut wurde, wirkte über Getriebe auf jeweils einen Verstellpropeller an den beiden Enden der Fähre. Für die Stromerzeugung standen drei Dieselgeneratorsätze zur Verfügung. Die Generatoren wurden von einem Viertakt-Vierzylinder-Dieselmotor des Herstellers Sulzer (Typ: 4 DDH 22) sowie zwei Dreizylinder-Dieselmotoren des Herstellers Deutz (PMD 325) angetrieben. Der Sulzer-Motor wurde wie auch der Hauptmotor von De Schelde gebaut. Die Deutz-Dieselgeneratoren, die in erster Linie als Reserve dienten, waren zuvor auf der Prinses Juliana eingebaut, die im Zweiten Weltkrieg verlorengegangen war.
Die Fähre war mit einem durchlaufenden, 500 m² großen Fahrzeugdeck ausgestattet. Auf dem Fahrzeugdeck standen vier Fahrspuren zur Verfügung, zwei zusammen 6 m breite Fahrspuren im mittleren Bereich sowie einer seitlichen Fahrspur auf jeder Seite der Fähre. Die breite, mittlere Fahrspur lag etwa 1,5 m höher als die beiden seitlichen Fahrspuren. Die lichte Höhe betrug 3,5 m, die maximale Achslast im mittleren Bereich der Fähre 20 t. Das Fahrzeugdeck war zum Schutz vor Wettereinflüssen und überkommendem Wasser an beiden Enden durch Rolltore verschlossen. Die Rolltore wurden mit Elektromotoren geöffnet bzw. geschlossen. Durch den Umbau im Jahr 1964 vergrößerte sich das Deck auf 734 m². Die Fähre konnte nun 48 Pkw befördern.
Über dem Autodeck befand sich das Deck mit den in erste und zweite Klasse unterteilten Aufenthaltsräumen für die Passagiere und seitlichen Promenadendecks. Hier standen insgesamt etwa 400 Sitzplätze zur Verfügung. Über diesem Deck befanden sich an beiden Enden der Fähre die Steuerhäuser. Unter dem Autodeck waren neben dem Maschinenraum auch Räume für die Schiffsbesatzung untergebracht.
Das Schiff war im Mittschiffsbereich auf jeder Seite mit einem in einem Davit eingehängten Rettungsboot ausgerüstet. Die Rettungsboote konnten jeweils 27 Personen aufnehmen. Für den Großteil der Passagiere standen als Rettungsmittel Rettungsflöße und -westen zur Verfügung.

## Verbleib des Schiffes
Die Fähre wurde im Juni 1986 verkauft, im Anschluss aber zunächst aufgelegt. 1987 wurde das Schiff nach Indien verkauft. Hier wurde das an die Oil and Natural Gas Corporation (ONGC) vercharterte und in K. Juliana umbenannte Schiff zwischen Mumbai (dem damaligen Bombay) und Nhava Sheva für den Transport von Lkw der ONGC eingesetzt. Zuvor war es mit Rampen an beiden Enden des Schiffes ausgerüstet worden, um ähnlich wie ein Landungsboot ohne Hafeninfrastruktur genutzt werden zu können. Der Chartervertrag wurde von ONGC bereits nach recht kurzer Zeit gekündigt. Da keine neue Beschäftigung für die Fähre gefunden werden konnte, wurde sie Mitte 1989 in Alang verschrottet.